# Alice Volpi
Alice Volpi, född 15 april 1992 i Siena, är en italiensk fäktare.
Vid OS 2020 och OS 2024 ingick Volpi i det italienska laget som tog brons respektive silver i florett.